# Badenia (Zeitschrift)
Badenia oder das badische Land und Volk ist der Titel einer in zwei Folgen, 1839–1844 und 1859–1866, erschienenen landeskundlichen Zeitschrift.

## Geschichte
Das von dem badischen Archivar am Generallandesarchiv Karlsruhe Josef Bader herausgegebene Periodikum verstand sich zunächst, wie aus dem Untertitel der ersten drei Jahrgänge hervorgeht, als Zeitschrift für vaterländische Geschichte und Landeskunde, mit Karten, Lithographien und colorirten Abbildungen von Landestrachten. Programmatisch ging es dem Herausgeber darum, der „Reihe gelehrter Erzeugnisse“ zur „einheimische(n) Geschichte und Landeskunde“ eine „populäre Verarbeitung derselben“ an die Seite zu stellen.
Die auf der Titelseite zunächst nach Jahrgängen hochgezählte Zeitschrift war dem Herausgeber zufolge mit diesem Konzept erfolgreich, wie sich an „einer ungewöhnlich starken Abnahme und eines sehr ermunternden Beifalles unter allen Klassen unserer Bevölkerung“ gezeigt habe, sie sei jedoch „in Folge der seit 1845 eingetretenen Mißjahre und politischen Wirren unterbrochen“ worden. Als „eine Art von Fortsetzung“ bezeichnete Bader dann die beiden Bändchen Meine Fahrten und Wanderungen im Heimatlande, die er Mitte der 1850er Jahre veröffentlicht hatte, bevor er sich schließlich entschloss, den „ursprünglichen Plan“ der Badenia wieder aufzunehmen und die Zeitschrift fortzuführen. Gleichwohl wurde die bisherige Jahrgangszählung nicht übernommen, sondern 1859 mit Erster Band einer – auf der Titelseite als solche freilich nicht genannten – „Neuen Folge“ neu begonnen; auch der Untertitel wurde jetzt in Eine Zeitschrift zur Verbreitung der historisch-topographisch-statistischen Kenntniß des Großherzogtums geändert. Des ungeachtet betonte Bader selbst später die Einheit der "im Jahre 1839 gegründeten und nach längerer Unterbrechung im Jahre 1859 wieder neu in's Leben gerufen[en]" Zeitschrift. An gleicher Stelle wurde mitgeteilt, dass Badenia im Mai 1863 an den Verein für Badische Ortsbeschreibung „als Organ für dessen Veröffentlichungen übergegangen“ sei. Dementsprechend findet sich nach dem Außentitel in der bisherigen Form eine weitere Titelseite mit Badenia. Zeitschrift des Vereines für Badische Ortsbeschreibung. Erster Band.

## Ausgaben
- Erste Folge
  - Jahrgang 1 (1839), 290 + 20 S. (online bei Heidelberger historische Bestände - digital)
  - Jahrgang 2 (1840), 320 S. (online ebenda)
  - Jahrgang 3 (1844), 300 S. (online ebenda)
- Zweite Folge
  - Band 1 (1859), Heft I–IV, 629 S. (online ebenda)
  - Band 2 (1860–62), Heft I–IV, 623 S. (online ebenda)
  - Band 3 (1864–66), Heft I-III(?), 392 S. (online ebenda)

## Autoren
- Karl Asbrand
- Joseph Bader
- Karl Gustav Fecht
- Johann Marmor
- Joseph Lukas Meyer
- Lucien Reich
- Karl Roth von Schreckenstein
- Karl Staiger
- Johann Baptist Trenkle
- Johann Vetter
- Karl Friedrich Vierordt
- Kasimir Walchner
- Hermann Wirth